# (2889) Brno
(2889) Brno est un astéroïde de la ceinture principale.

## Description
(2889) Brno est un astéroïde de la ceinture principale. Il fut découvert le 17 novembre 1981 à l'Observatoire Kleť par Antonín Mrkos. Il présente une orbite caractérisée par un demi-grand axe de 3,02 UA, une excentricité de 0,12 et une inclinaison de 9,5° par rapport à l'écliptique.

## Compléments